# 氷川きよし・演歌名曲コレクション19〜満天の瞳〜
「氷川きよし・演歌名曲コレクション19〜満天の瞳〜」は、2013年11月20日に発売された氷川きよしのアルバム。

## 解説
初回限定盤のAタイプと通常盤のBタイプがリリースされた。
ジャケット・ブックレット内容・スペシャルステッカーはAタイプとBタイプでそれぞれ異なっている。
初回限定盤のAタイプには、本アルバム収録曲「月が笑ってる」のMVが収録されたDVDが同梱されている。

## 収録曲
出典→
1. 満天の瞳 [4:42]
作詞：村山由佳
作曲：大谷明裕
編曲：伊戸のりお
2. カラスの口紅 [3:45]
作詞：高田ひろお
作曲：佐瀬寿一
編曲：伊戸のりお
3. 月が笑ってる [4:37]
作詞：下地亜記子
作曲：宮下健治
編曲：前田俊明
4. 雨の湯の町 [4:14]
作詞：仁井谷俊也
作曲：市川昭介
編曲：南郷達也
5. 粋な下町 恋の街 [4:16]
作詞：吉井省一
作曲：青野ゆかり
編曲：前田俊明
6. さすらい北岬 [4:52]
作詞：下地亜記子
作曲：宮下健治
編曲：丸山雅仁
7. 君こそわが命 [3:41]
作詞：川内康範
作曲：猪俣公章
編曲：石倉重信
※原曲歌唱：水原弘
8. ふるさと忘れな草 [4:28]
作詞・作曲：佐々木勉
編曲：石倉重信
※原曲歌唱：ロス・インディオス
9. 青い山脈 [3:25]
作詞：西條八十
作曲：服部良一
編曲：石倉重信
※原曲歌唱：藤山一郎・奈良光枝
10. 今日でお別れ [4:29]
作詞：なかにし礼
作曲：宇井あきら
編曲：石倉重信
※原曲歌唱：菅原洋一
11. 武田節 [3:38]
作詞：米山愛紫
作曲：明本京静
編曲：石倉重信
※原曲歌唱：三橋美智也
12. 港町十三番地 [3:06]
作詞：石本美由起
作曲：上原げんと
編曲：石倉重信
※原曲歌唱：美空ひばり